# شهرستان واتاگا (کارولینای شمالی)
شهرستان واتاگ، کارولینای شمالی (به انگلیسی: Watauga County, North Carolina) یک سکونتگاه مسکونی در ایالات متحده آمریکا است که در کارولینای شمالی واقع شده‌است.

## خصوصیات
شهرستان واتاگ ۸۱۰٫۶۷ کیلومترمربع مساحت دارد.